# Suly
Suly Cabral Machado, mais conhecido como Suli ou Suly (Pelotas, 30 de outubro de 1938), é um ex-futebolista brasileiro. Foi goleiro do São Paulo nos anos 1960.

## Carreira
Suli começou sua carreira atuando pelo Brasil de Pelotas, em 1952. Atuou ainda pelo Aimoré, de São Leopoldo, onde foi considerado o melhor goleiro do Rio Grande do Sul em 1959, quando o clube alcançou o vice-campeonato gaúcho. Com isso, chamou a atenção do Grêmio, que o contratou em 1960. Chegou ao São Paulo em 1961 e ficou até 1966, totalizando 266 jogos pelo clube — é o quinto goleiro que mais defendeu o clube na história. Foi emprestado para o Botafogo de Ribeirão Preto até 1968 e voltou depois para o Brasil de Pelotas, onde encerraria a carreira, em 1973.
Foi titular do São Paulo em boa parte da década de 1960. Época difícil, sofreu bastante, pois não havia investimento na equipe, por causa da construção do Estádio do Morumbi. Mesmo assim, conseguiu muitas vitórias.
Entre 23 de janeiro de 1963 e 24 de janeiro de 1965, disputou 107 duelos seguidos possíveis, recorde no São Paulo até ser quebrado por Rogério Ceni (existe uma ressalva, porque, entre 9 e 14 de maio de 1964, o time "A" do São Paulo, com Suly, estava na Europa para disputar dois amistosos, enquanto a equipe reserva, no dia 10, jogou pelo Torneio Rio-São Paulo).
O gol 500 de Pelé foi contra o São Paulo, que tinha o arqueiro Suly como goleiro, em partida realizada em 2 de setembro de 1962, em partida do Santos FC contra o São Paulo FC na Vila Belmiro, em jogo terminou empatado em 2x2.

## Na seleção brasileira
Suli foi convocado pela CBD para o Campeonato Pan-Americano de Futebol de 1960, disputado na Costa Rica. Durante a campanha chegou a se lesionar, porém se recuperou e participou do jogo final contra a Argentina. Apesar da vitória por um a zero contra a Argentina no último jogo do quadrangular, o Brasil ficou em segundo lugar no torneio.

## Títulos

### Grêmio
- 1960 - Campeonato Gaúcho.[15]